# États parties à la Convention sur l'interdiction des armes chimiques

Participation à la Convention sur l'interdiction des armes chimiques
Signé et ratifié
Accédé
Signé mais pas ratifié
Non-signataire

La liste des États parties à la Convention sur l'interdiction des armes chimiques est celle des États qui ont signé et ratifié ladite Convention, officiellement nommée la convention sur l'interdiction de la mise au point, de la fabrication, du stockage et de l'usage des armes chimiques et sur leur destruction (CIAC).
La CIAC a été ouverte à la signature le 13 janvier 1993 et est entrée en vigueur le 29 avril 1997 après que cinquante États ont déposé leur instrument de ratification. La Convention a été fermée à la signature le jour précédent, les États désirant la rejoindre devant désormais accéder à la Convention[pas clair].
À la date du 31 janvier 2017, sur un total de 197 États possibles (les 193 membres des Nations unies ainsi que les îles Cook, Niue, Saint-Siège et l’État de Palestine), la CIAC compte 193 États parties (qui ont ratifié la Convention ou y ont accédé).

## Résumé
- États parties : 193 États
- États signataires : 1 État
- États en dehors de la CIAC : 3 États

## États parties
| État                             | Signé le          | Déposé le         | Type d'instrument | Entrée en vigueur le |
| Afghanistan                      | 14 janvier 1993   | 24 septembre 2003 | Ratification      | 24 octobre 2003      |
| Afrique du Sud                   | 14 janvier 1993   | 13 septembre 1995 | Ratification      | 29 avril 1997        |
| Albanie                          | 14 janvier 1993   | 11 mai 1994       | Ratification      | 29 avril 1997        |
| Algérie                          | 14 janvier 1993   | 14 août 1995      | Ratification      | 29 avril 1997        |
| Allemagne                        | 13 janvier 1993   | 12 août 1994      | Ratification      | 29 avril 1997        |
| Andorre                          |                   | 27 février 2003   | Accession         | 29 mars 2003         |
| Angola                           |                   | 16 septembre 2015 | Accession         | 16 octobre 2015      |
| Antigua-et-Barbuda               |                   | 29 août 2005      | Accession         | 28 septembre 2005    |
| Arabie saoudite                  | 20 janvier 1993   | 9 août 1996       | Ratification      | 29 avril 1997        |
| Argentine                        | 13 janvier 1993   | 2 octobre 1995    | Ratification      | 29 avril 1997        |
| Arménie                          | 19 mars 1993      | 27 janvier 1995   | Ratification      | 29 avril 1997        |
| Australie                        | 14 janvier 1993   | 6 mai 1994        | Ratification      | 29 avril 1997        |
| Autriche                         | 14 janvier 1993   | 17 août 1995      | Ratification      | 29 avril 1997        |
| Azerbaïdjan                      | 14 janvier 1993   | 29 février 2000   | Ratification      | 30 mars 2000         |
| Bahamas                          | 2 mars 1994       | 21 avril 2009     | Ratification      | 21 mai 2009          |
| Bahreïn                          | 24 février 1993   | 28 avril 1997     | Ratification      | 29 avril 1997        |
| Bangladesh                       | 14 janvier 1993   | 25 avril 1997     | Ratification      | 29 avril 1997        |
| Barbade                          |                   | 7 mars 2007       | Accession         | 6 avril 2007         |
| Belgique                         | 14 janvier 1993   | 27 janvier 1997   | Ratification      | 29 avril 1997        |
| Belize                           |                   | 1er décembre 2003 | Accession         | 31 décembre 2003     |
| Bénin                            | 14 janvier 1993   | 14 mai 1998       | Ratification      | 13 juin 1998         |
| Bhoutan                          | 24 avril 1997     | 18 août 2005      | Ratification      | 17 septembre 2005    |
| Biélorussie                      | 14 janvier 1993   | 11 juillet 1996   | Ratification      | 29 avril 1997        |
| Birmanie                         | 14 janvier 1993   | 8 juillet 2015    | Ratification      | 7 août 2015          |
| Bolivie                          | 14 janvier 1993   | 14 août 1998      | Ratification      | 13 septembre 1998    |
| Bosnie-Herzégovine               | 16 janvier 1997   | 25 février 1997   | Ratification      | 29 avril 1997        |
| Botswana                         |                   | 31 août 1998      | Accession         | 30 septembre 1998    |
| Brésil                           | 13 janvier 1993   | 13 mars 1996      | Ratification      | 29 avril 1997        |
| Brunei                           | 13 janvier 1993   | 28 juillet 1997   | Ratification      | 27 août 1997         |
| Bulgarie                         | 13 janvier 1993   | 10 août 1994      | Ratification      | 29 avril 1997        |
| Burkina Faso                     | 14 janvier 1993   | 8 juillet 1997    | Ratification      | 7 août 1997          |
| Burundi                          | 15 janvier 1993   | 4 septembre 1998  | Ratification      | 4 octobre 1998       |
| Cambodge                         | 15 janvier 1993   | 19 juillet 2005   | Ratification      | 18 août 2005         |
| Cameroun                         | 14 janvier 1993   | 16 septembre 1996 | Ratification      | 29 avril 1997        |
| Canada                           | 13 janvier 1993   | 26 septembre 1995 | Ratification      | 29 avril 1997        |
| Cap-Vert                         | 15 janvier 1993   | 10 octobre 2003   | Ratification      | 9 novembre 2003      |
| République centrafricaine        | 14 janvier 1993   | 20 septembre 2006 | Ratification      | 20 octobre 2006      |
| Chili                            | 14 janvier 1993   | 12 juin 1996      | Ratification      | 29 avril 1997        |
| Chine                            | 13 janvier 1993   | 25 avril 1997     | Ratification      | 29 avril 1997        |
| Chypre                           | 13 janvier 1993   | 28 août 1998      | Ratification      | 27 septembre 1998    |
| Colombie                         | 13 janvier 1993   | 5 avril 2000      | Ratification      | 5 mai 2000           |
| Comores                          | 13 janvier 1993   | 18 août 1993      | Ratification      | 17 septembre 2006    |
| République du Congo              | 15 janvier 1993   | 4 décembre 2007   | Ratification      | 3 janvier 2008       |
| République démocratique du Congo | 14 janvier 1993   | 12 octobre 2005   | Ratification      | 11 novembre 2005     |
| Îles Cook                        | 14 janvier 1993   | 15 juillet 1994   | Ratification      | 29 avril 1997        |
| Corée du Sud                     | 14 janvier 1993   | 28 avril 1997     | Ratification      | 29 avril 1997        |
| Costa Rica                       | 14 janvier 1993   | 31 mai 1996       | Ratification      | 29 avril 1997        |
| Côte d'Ivoire                    | 13 janvier 1993   | 18 décembre 1995  | Ratification      | 29 avril 1997        |
| Croatie                          | 13 janvier 1993   | 23 mai 1995       | Ratification      | 29 avril 1997        |
| Cuba                             | 13 janvier 1993   | 29 avril 1997     | Ratification      | 29 mai 1997          |
| Danemark                         | 14 janvier 1993   | 13 juillet 1995   | Ratification      | 29 avril 1997        |
| Djibouti                         | 28 septembre 1993 | 25 janvier 2006   | Ratification      | 24 février 2006      |
| République dominicaine           | 13 janvier 1993   | 23 mars 2009      | Ratification      | 26 avril 2009        |
| Dominique                        | 2 août 1993       | 12 février 2001   | Ratification      | 14 mars 2001         |
| Émirats arabes unis              | 2 février 1993    | 28 novembre 2000  | Ratification      | 28 décembre 2000     |
| Équateur                         | 14 janvier 1993   | 6 septembre 1995  | Ratification      | 29 avril 1997        |
| Érythrée                         |                   | 14 février 2000   | Accession         | 15 mars 2000         |
| Espagne                          | 13 janvier 1993   | 3 août 1994       | Ratification      | 29 avril 1997        |
| Estonie                          | 14 janvier 1993   | 26 mai 1999       | Ratification      | 25 juin 1999         |
| Eswatini (Swaziland)             | 23 septembre 1993 | 20 novembre 1996  | Ratification      | 29 avril 1997        |
| États-Unis                       | 13 janvier 1993   | 25 avril 1997     | Ratification      | 29 avril 1997        |
| Éthiopie                         | 14 janvier 1993   | 13 mai 1996       | Ratification      | 29 avril 1997        |
| Fidji                            | 14 janvier 1993   | 20 janvier 1993   | Ratification      | 29 avril 1997        |
| Finlande                         | 14 janvier 1993   | 7 février 1995    | Ratification      | 29 avril 1997        |
| France                           | 13 janvier 1993   | 2 mars 1995       | Ratification      | 29 avril 1997        |
| Gabon                            | 13 janvier 1993   | 8 septembre 2000  | Ratification      | 8 octobre 2000       |
| Gambie                           | 13 janvier 1993   | 19 mai 1998       | Ratification      | 18 juin 1998         |
| Géorgie                          | 14 janvier 1993   | 27 novembre 1995  | Ratification      | 29 avril 1997        |
| Ghana                            | 14 janvier 1993   | 9 juillet 1997    | Ratification      | 8 août 1997          |
| Grèce                            | 13 janvier 1993   | 22 décembre 1994  | Ratification      | 29 avril 1997        |
| Grenade                          | 9 avril 1997      | 3 juin 2005       | Ratification      | 3 juillet 2005       |
| Guatemala                        | 14 janvier 1993   | 12 février 2003   | Ratification      | 14 mars 2003         |
| Guinée                           | 14 janvier 1993   | 7 juin 1997       | Ratification      | 7 juillet 1997       |
| Guinée-Bissau                    | 14 janvier 1993   | 20 mai 2008       | Ratification      | 19 juin 2008         |
| Guinée équatoriale               | 14 janvier 1993   | 25 avril 1997     | Ratification      | 29 avril 1997        |
| Guyana                           | 6 octobre 1993    | 12 septembre 1997 | Ratification      | 12 octobre 1997      |
| Haïti                            | 14 janvier 1993   | 22 février 2006   | Ratification      | 24 mars 2006         |
| Honduras                         | 13 janvier 1993   | 29 août 2005      | Ratification      | 28 septembre 2005    |
| Hongrie                          | 13 janvier 1993   | 31 octobre 1996   | Ratification      | 29 avril 1997        |
| Inde                             | 14 janvier 1993   | 3 septembre 1996  | Ratification      | 29 avril 1997        |
| Indonésie                        | 13 janvier 1993   | 12 novembre 1998  | Ratification      | 12 décembre 1998     |
| Irak                             |                   | 13 janvier 2009   | Accession         | 12 février 2009      |
| Iran                             | 13 janvier 1993   | 3 novembre 1997   | Ratification      | 3 décembre 1997      |
| Irlande                          | 14 janvier 1993   | 24 juin 1996      | Ratification      | 29 avril 1997        |
| Islande                          | 13 janvier 1993   | 28 avril 1997     | Ratification      | 29 avril 1997        |
| Italie                           | 13 janvier 1993   | 8 décembre 1995   | Ratification      | 29 avril 1997        |
| Jamaïque                         | 18 avril 1997     | 8 septembre 2000  | Ratification      | 8 octobre 2000       |
| Japon                            | 13 janvier 1993   | 15 septembre 1995 | Ratification      | 29 avril 1997        |
| Jordanie                         |                   | 29 octobre 1997   | Accession         | 28 novembre 1997     |
| Kazakhstan                       | 14 janvier 1993   | 23 mars 2000      | Ratification      | 22 avril 2000        |
| Kenya                            | 15 janvier 1993   | 25 avril 1997     | Ratification      | 29 avril 1997        |
| Kirghizistan                     | 22 février 1993   | 29 septembre 2003 | Ratification      | 29 octobre 2003      |
| Kiribati                         |                   | 7 septembre 2000  | Accession         | 7 octobre 2000       |
| Koweït                           | 27 janvier 1993   | 29 mai 1997       | Ratification      | 28 juin 1997         |
| Laos                             | 13 mai 1993       | 25 février 1997   | Ratification      | 29 avril 1997        |
| Lesotho                          | 7 décembre 1994   | 7 décembre 1994   | Ratification      | 29 avril 1997        |
| Lettonie                         | 6 mai 1993        | 23 juillet 1996   | Ratification      | 29 avril 1997        |
| Liban                            |                   | 20 novembre 2008  | Accession         | 20 décembre 2008     |
| Liberia                          | 15 janvier 1993   | 23 février 2006   | Ratification      | 25 mars 2006         |
| Libye                            |                   | 6 janvier 2004    | Accession         | 5 février 2004       |
| Liechtenstein                    | 21 juillet 1993   | 24 novembre 1999  | Ratification      | 24 décembre 1999     |
| Lituanie                         | 13 janvier 1993   | 15 avril 1998     | Ratification      | 15 mai 1998          |
| Luxembourg                       | 13 janvier 1993   | 15 avril 1997     | Ratification      | 29 avril 1997        |
| Macédoine                        |                   | 20 juin 1997      | Accession         | 20 juillet 1997      |
| Madagascar                       | 15 janvier 1993   | 20 octobre 2004   | Ratification      | 19 novembre 2004     |
| Malaisie                         | 13 janvier 1993   | 20 avril 2000     | Ratification      | 20 mai 2000          |
| Malawi                           | 14 janvier 1993   | 11 juin 1998      | Ratification      | 11 juillet 1998      |
| Maldives                         | 1er octobre 1993  | 31 mai 1994       | Ratification      | 29 avril 1997        |
| Mali                             | 13 janvier 1993   | 28 avril 1997     | Ratification      | 29 avril 1997        |
| Malte                            | 13 janvier 1993   | 28 avril 1997     | Ratification      | 29 avril 1997        |
| Maroc                            | 13 janvier 1993   | 28 décembre 1995  | Ratification      | 29 avril 1997        |
| Îles Marshall                    | 13 janvier 1993   | 19 mai 2004       | Ratification      | 18 juin 2004         |
| Maurice                          | 14 janvier 1993   | 9 février 1993    | Ratification      | 29 avril 1997        |
| Mauritanie                       | 13 janvier 1993   | 9 février 1998    | Ratification      | 11 mars 1998         |
| Mexique                          | 13 janvier 1993   | 29 août 1994      | Ratification      | 29 avril 1997        |
| États fédérés de Micronésie      | 13 janvier 1993   | 21 juin 1999      | Ratification      | 21 juillet 1999      |
| Moldavie                         | 13 janvier 1993   | 8 juillet 1996    | Ratification      | 29 avril 1997        |
| Monaco                           | 13 janvier 1993   | 1er juin 1995     | Ratification      | 29 avril 1997        |
| Mongolie                         | 14 janvier 1993   | 17 janvier 1995   | Ratification      | 29 avril 1997        |
| Monténégro                       |                   | 23 octobre 2006   | Accession         | 3 juin 2006          |
| Mozambique                       |                   | 15 août 2000      | Accession         | 14 septembre 2000    |
| Namibie                          | 13 janvier 1993   | 27 novembre 1995  | Ratification      | 29 avril 1997        |
| Nauru                            | 13 janvier 1993   | 12 novembre 2001  | Ratification      | 12 décembre 2001     |
| Népal                            | 19 janvier 1993   | 18 novembre 1997  | Ratification      | 18 décembre 1997     |
| Nicaragua                        | 9 mars 1993       | 5 novembre 1999   | Ratification      | 5 décembre 1999      |
| Niger                            | 14 janvier 1993   | 9 avril 1997      | Ratification      | 29 avril 1997        |
| Nigeria                          | 13 janvier 1993   | 20 mai 1999       | Ratification      | 19 juin 1999         |
| Niue                             |                   | 21 avril 2005     | Accession         | 21 mai 2005          |
| Norvège                          | 13 janvier 1993   | 7 avril 1994      | Ratification      | 29 avril 1997        |
| Nouvelle-Zélande                 | 14 janvier 1993   | 15 juillet 1996   | Ratification      | 29 avril 1997        |
| Oman                             | 2 février 1993    | 8 février 1995    | Ratification      | 29 avril 1997        |
| Ouganda                          | 14 janvier 1993   | 30 novembre 2001  | Ratification      | 30 décembre 2001     |
| Ouzbékistan                      | 24 novembre 1995  | 23 juillet 1996   | Ratification      | 29 avril 1997        |
| Pakistan                         | 13 janvier 1993   | 28 octobre 1997   | Ratification      | 27 novembre 1997     |
| Palaos                           |                   | 3 février 2003    | Accession         | 5 mars 2003          |
| Panama                           | 16 juin 1993      | 7 octobre 1998    | Ratification      | 6 novembre 1998      |
| Papouasie-Nouvelle-Guinée        | 14 janvier 1993   | 17 avril 1997     | Ratification      | 29 avril 1997        |
| Paraguay                         | 14 janvier 1993   | 1er décembre 1994 | Ratification      | 29 avril 1997        |
| Pays-Bas                         | 14 janvier 1993   | 30 juin 1995      | Ratification      | 29 avril 1997        |
| Pérou                            | 14 janvier 1993   | 20 juillet 1995   | Ratification      | 29 avril 1997        |
| Philippines                      | 13 janvier 1993   | 11 décembre 1996  | Ratification      | 29 avril 1997        |
| Pologne                          | 13 janvier 1993   | 23 août 1995      | Ratification      | 29 avril 1997        |
| Portugal                         | 13 janvier 1993   | 10 septembre 1996 | Ratification      | 29 avril 1997        |
| Qatar                            | 1er février 1993  | 3 septembre 1997  | Ratification      | 3 octobre 1997       |
| Roumanie                         | 13 janvier 1993   | 15 février 1995   | Ratification      | 29 avril 1997        |
| Royaume-Uni                      | 13 janvier 1993   | 13 mai 1996       | Ratification      | 29 avril 1997        |
| Russie                           | 13 janvier 1993   | 5 décembre 1997   | Ratification      | 5 décembre 1997      |
| Rwanda                           | 17 mai 1993       | 31 mars 2004      | Ratification      | 30 avril 2004        |
| Saint-Christophe-et-Niévès       | 16 mars 1994      | 21 mai 2004       | Ratification      | 20 juin 2004         |
| Saint-Marin                      | 13 janvier 1993   | 10 décembre 1999  | Ratification      | 9 janvier 2000       |
| Saint-Siège                      | 14 janvier 1993   | 12 mai 1999       | Ratification      | 11 juin 1999         |
| Saint-Vincent-et-les-Grenadines  | 20 septembre 1993 | 18 septembre 2002 | Ratification      | 18 octobre 2002      |
| Sainte-Lucie                     | 29 mars 1993      | 9 avril 1997      | Ratification      | 29 avril 1997        |
| Îles Salomon                     |                   | 23 septembre 2004 | Accession         | 23 octobre 2004      |
| Salvador                         | 14 janvier 1993   | 30 octobre 1995   | Ratification      | 29 avril 1997        |
| Samoa                            | 14 janvier 1993   | 27 septembre 2002 | Ratification      | 27 octobre 2002      |
| Sao Tomé-et-Principe             |                   | 9 septembre 2003  | Accession         | 9 octobre 2003       |
| Sénégal                          | 13 janvier 1993   | 20 juillet 1998   | Ratification      | 19 août 1998         |
| Serbie                           |                   | 20 avril 2000     | Accession         | 20 mai 2000          |
| Seychelles                       | 15 janvier 1993   | 7 avril 1997      | Ratification      | 29 avril 1997        |
| Sierra Leone                     | 15 janvier 1993   | 30 septembre 2004 | Ratification      | 30 octobre 2004      |
| Singapour                        | 14 janvier 1993   | 21 mai 1997       | Ratification      | 20 juin 1997         |
| Slovaquie                        | 14 janvier 1993   | 27 octobre 1995   | Ratification      | 29 avril 1997        |
| Slovénie                         | 14 janvier 1993   | 11 juin 1997      | Ratification      | 11 juin 1997         |
| Somalie                          |                   | 25 mai 2013       | Accession         | 28 juin 2013         |
| Soudan                           |                   | 24 mai 1999       | Accession         | 23 juin 1999         |
| Sri Lanka                        | 14 janvier 1993   | 19 août 1994      | Ratification      | 29 avril 1997        |
| Suède                            | 13 janvier 1993   | 17 juin 1993      | Ratification      | 29 avril 1997        |
| Suisse                           | 14 janvier 1993   | 10 mars 1995      | Ratification      | 29 avril 1997        |
| Suriname                         | 28 avril 1997     | 28 avril 1997     | Ratification      | 29 avril 1997        |
| Syrie                            |                   | 14 septembre 2013 | Ratification      | 14 octobre 2013      |
| Tadjikistan                      | 14 janvier 1993   | 11 janvier 1995   | Ratification      | 29 avril 1997        |
| Tanzanie                         | 25 février 1994   | 25 juin 1998      | Ratification      | 25 juillet 1998      |
| Tchad                            | 11 octobre 1994   | 13 février 2004   | Ratification      | 14 mars 2004         |
| République tchèque               | 14 janvier 1993   | 6 mars 1996       | Ratification      | 29 avril 1997        |
| Thaïlande                        | 14 janvier 1993   | 10 décembre 2002  | Ratification      | 9 janvier 2003       |
| Timor oriental                   |                   | 7 mai 2003        | Accession         | 6 juin 2003          |
| Togo                             | 13 janvier 1993   | 23 avril 1997     | Ratification      | 29 avril 1997        |
| Tonga                            |                   | 29 mai 2003       | Accession         | 28 juin 2003         |
| Trinité-et-Tobago                |                   | 24 juin 1997      | Accession         | 24 juillet 1997      |
| Tunisie                          | 13 janvier 1993   | 15 avril 1997     | Ratification      | 29 avril 1997        |
| Turkménistan                     | 12 octobre 1993   | 29 septembre 1994 | Ratification      | 29 avril 1997        |
| Turquie                          | 14 janvier 1993   | 12 mai 1997       | Ratification      | 11 juin 1997         |
| Tuvalu                           |                   | 19 janvier 2004   | Accession         | 18 février 2004      |
| Ukraine                          | 13 janvier 1993   | 16 octobre 1998   | Ratification      | 15 novembre 1998     |
| Uruguay                          | 15 janvier 1993   | 6 octobre 1994    | Ratification      | 29 avril 1997        |
| Vanuatu                          |                   | 16 septembre 2005 | Accession         | 16 octobre 2005      |
| Venezuela                        | 14 janvier 1993   | 3 décembre 1997   | Ratification      | 2 janvier 1998       |
| Viêt Nam                         | 13 janvier 1993   | 30 septembre 1998 | Ratification      | 30 octobre 1998      |
| Yémen                            | 8 février 1993    | 2 octobre 2000    | Ratification      | 1er novembre 2000    |
| Zambie                           | 13 janvier 1993   | 9 février 2001    | Ratification      | 1er mars 2001        |
| Zimbabwe                         | 13 janvier 1993   | 25 avril 1997     | Ratification      | 29 avril 1997        |

## États n'ayant pas ratifié la Convention
| État   | Signé le        |
| Israël | 13 janvier 1993 |

## États en dehors de la Convention
| États         |
| Corée du Nord |
| Égypte        |
| Soudan du Sud |